# Stipa capillata
Il lino delle fate capillare (Stipa capillata L., 1762) è una pianta angiosperma monocotiledone appartenente alla famiglia delle Poacee (o Gramineae, nom. cons.).

## Etimologia
L'etimologia del nome generico (Stipa) deriva da una parola greca il cui significato è "stoppa, lino, fibra, cordame" in riferimento alle infiorescenze piumose o plumose di alcune specie di questo genere. L'epiteto specifico (capillata) significa "capelli lunghi".
Il nome scientifico della specie è stato definito da Linneo (1707 – 1778), biologo svedese considerato il padre della moderna classificazione scientifica degli organismi viventi, nella pubblicazione "Species Plantarum - 2: 116" del 1762.

## Descrizione

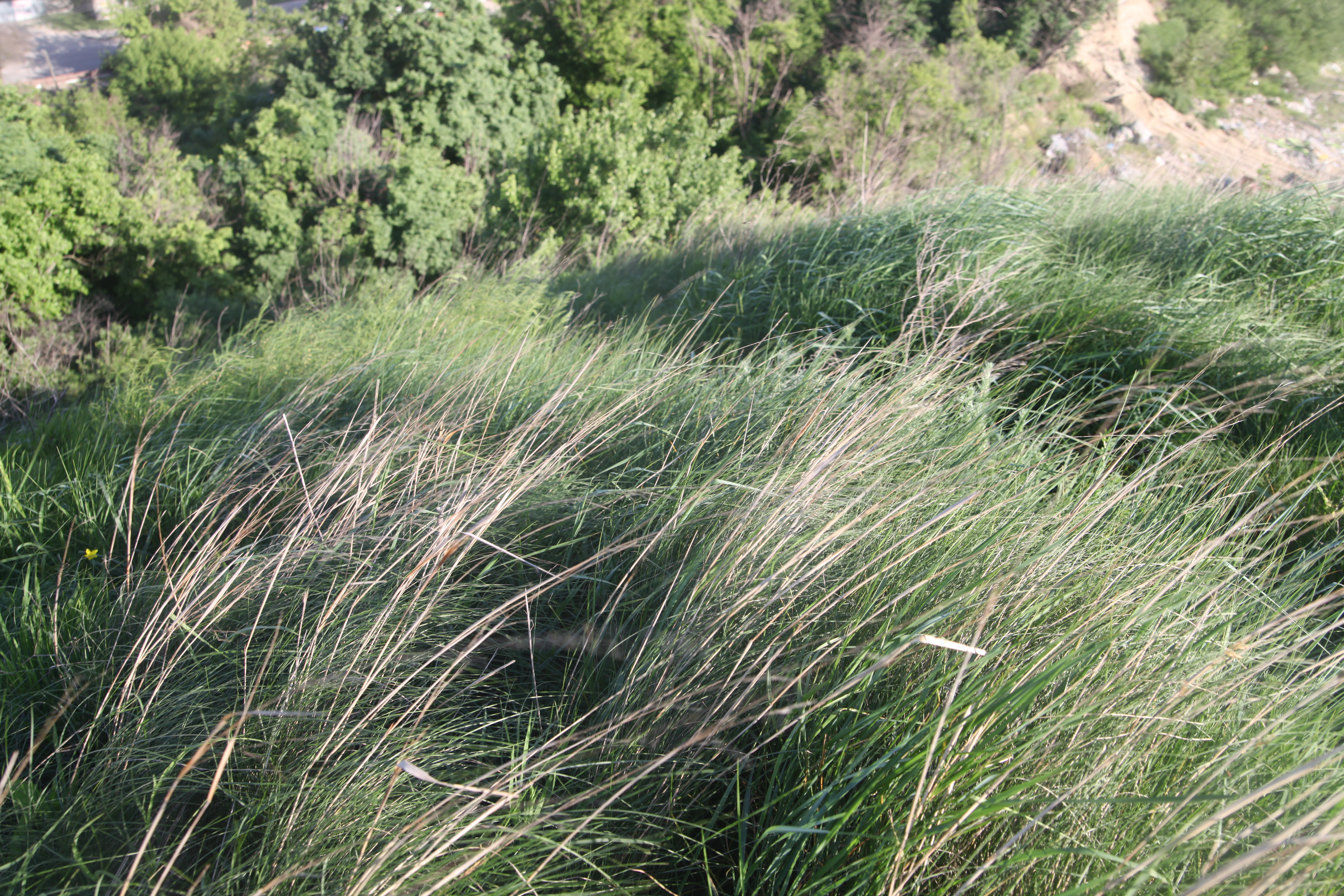
Le foglie

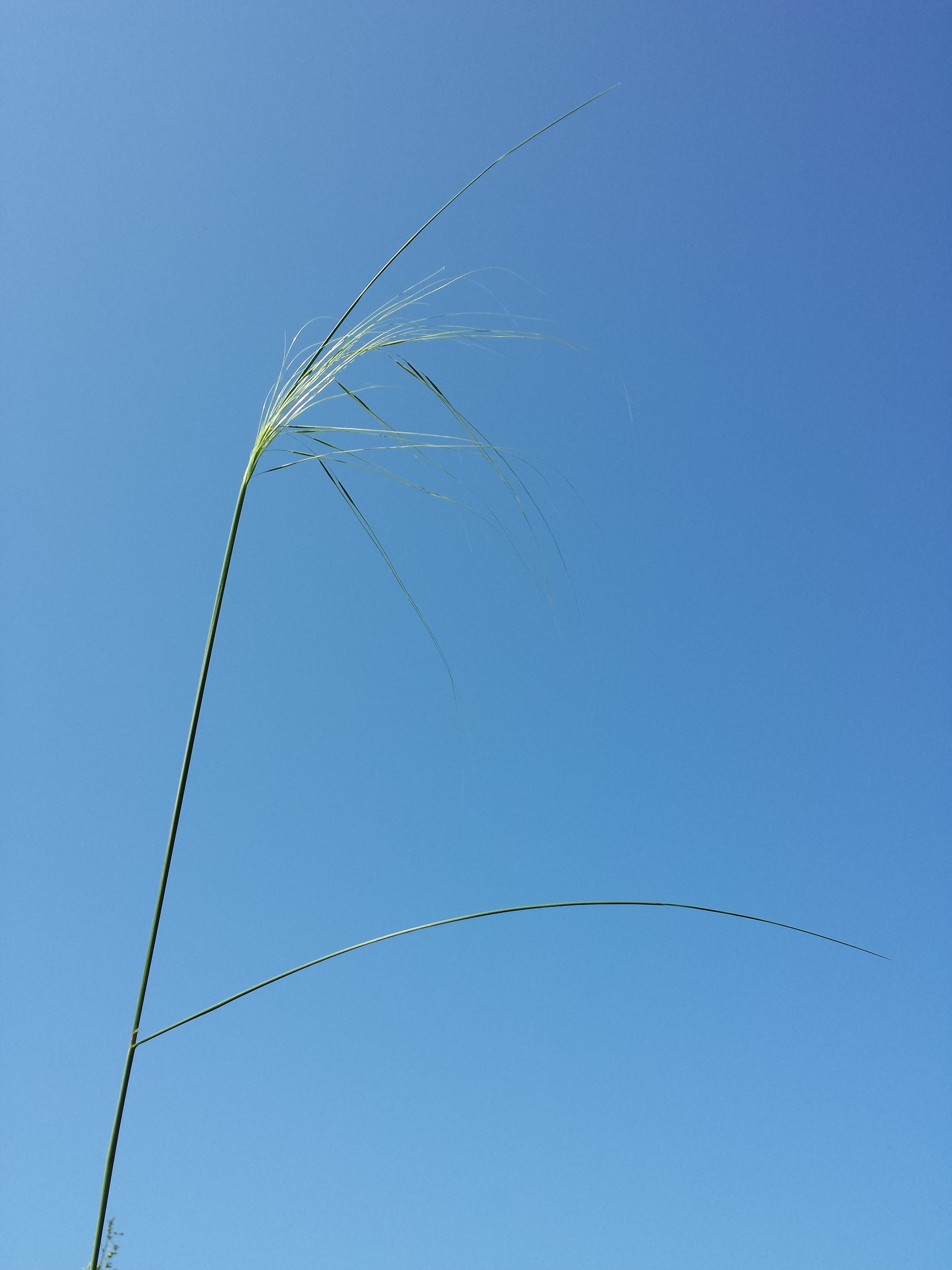
Infiorescenza

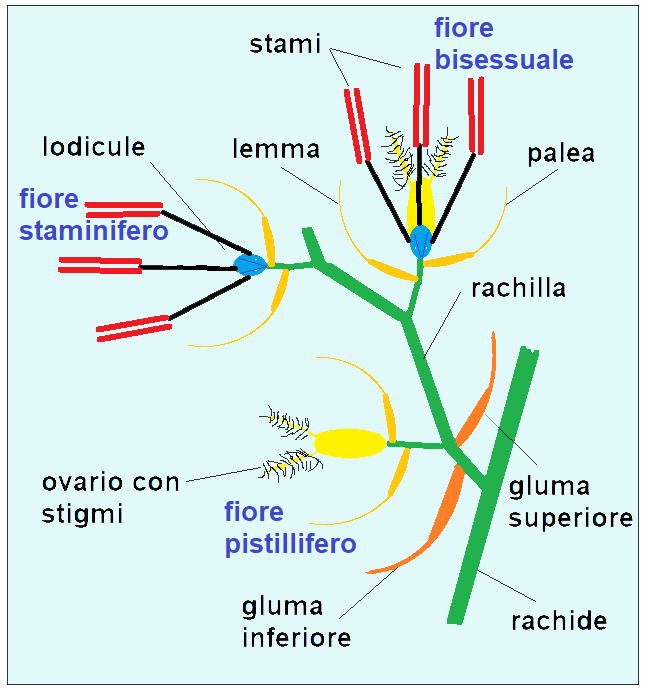
Spighetta generica con tre fiori diversi

Queste piante arrivano ad una altezza di 4 - 10 dm. La forma biologica è emicriptofita cespitosa (H caesp), sono piante erbacee densamente cespugliose, perenni, con gemme svernanti al livello del suolo e protette dalla lettiera o dalla neve e presentano ciuffi fitti di foglie che si dipartono dal suolo.

### Radici
Le radici sono secondarie da rizoma (strisciante).

### Fusto
La parte aerea del fusto è eretta; i culmi sono avvolti da squame brune. I culmi si presentano con 4 nodi più altri inferiori nascosti.

### Foglie
Le foglie lungo il culmo sono disposte in modo alterno, sono distiche e si originano dai vari nodi. Sono composte da una guaina, una ligula e una lamina. Le venature sono parallelinervie. Non sono presenti i pseudopiccioli e, nell'epidermide delle foglia, le papille.
- Guaina: la guaina è abbracciante il fusto e priva di auricole; la superficie è liscia o leggermente scabra. Le guaine sono più lunghe degli internodi.
- Ligula: la ligula, con forme lanceolate, è acuta e lunga fino a 10 mm.
- Lamina: la lamina ha delle forme convolute. Quelle basali sono lunghe fino a 40 cm.

### Infiorescenza
Infiorescenza principale (sinfiorescenza o semplicemente spiga): le infiorescenze sono formate da alcune spighette solitarie ed hanno la forma di una pannocchia lineare, breve e stretta e avvolta più o meno dalla guaina della foglia superiore. La fillotassi dell'inflorescenza inizialmente è a due livelli, anche se le successive ramificazioni la fa apparire a spirale. Lunghezza delle pannocchie: 10 – 25 cm.

### Spighetta
Infiorescenza secondaria (o spighetta): le spighette, compresse lateralmente, sottese da due brattee distiche e strettamente sovrapposte chiamate glume (inferiore e superiore), sono formate da solo fiore. Possono essere presenti dei fiori sterili (ridotto ad un corpo clavato); in questo caso sono in posizione distale rispetto a quelli fertili. Alla base di ogni fiore sono presenti due brattee: la palea e il lemma. La disarticolazione avviene con la rottura della rachilla tra i fiori o sotto le glume persistenti. Le spighette terminano con una lunga resta e sono colorate di verde giallastro o grigio-bianco.
- Glume: le glume, con forme strettamente lanceolate, sono aristate (acuminate) e molto più lunghe dei fiori. Hanno 3 - 7 venature. Lunghezza delle glume: 2 - 3 cm.
- Palea: la palea è un profillo lungo quanto il lemma con alcune venature.
- Lemma: il lemma è lungo 10 - 12 mm con apici sovrapposti e privo di lobi.
- Resta: la resta è scabra ma priva di petali o setole; ha un portamento flessuoso e descrive una forma a semicerchio (o è irregolarmente ricurva). Lunghezza della resta: 8 - 15 cm.

### Fiore
I fiori fertili sono attinomorfi formati da 3 verticilli: perianzio ridotto, androceo  e gineceo.
- Formula fiorale:[5]

- , P 2, A (1-)3(-6), G (2–3) supero, cariosside.

- Il perianzio è ridotto e formato da tre lodicule, delle squame traslucide, poco visibili (forse relitto di un verticillo di 3 sepali). Le lodicule sono membranose e non vascolarizzate.

- L'androceo è composto da 3 stami ognuno con un breve filamento libero, una antera sagittata e due teche. Le antere sono basifisse con deiscenza laterale. Il polline è monoporato.

- Il gineceo è composto da 3-(2) carpelli connati formanti un ovario supero. L'ovario, glabro, ha un solo loculo con un solo ovulo subapicale (o quasi basale). L'ovulo è anfitropo e semianatropo e tenuinucellato o crassinucellato. Lo stilo, breve, è unico con due (o tre) stigmi papillosi e distinti.

- Fioritura: da giugno ad agosto.

### Frutti
I frutti sono del tipo cariosside, ossia sono dei piccoli chicchi indeiscenti, con forme ovoidali, nei quali il pericarpo è formato da una sottile parete che circonda il singolo seme. In particolare il pericarpo è fuso al seme ed è aderente. L'endocarpo non è indurito e l'ilo è lungo e lineare. L'embrione è piccolo e provvisto di epiblasto ha un solo cotiledone altamente modificato (scutello senza fessura) in posizione laterale. I margini embrionali della foglia non si sovrappongono.

## Biologia
Come gran parte delle Poaceae, le specie di questo genere si riproducono per impollinazione anemogama. Gli stigmi più o meno piumosi sono una caratteristica importante per catturare meglio il polline aereo. 
La dispersione dei semi avviene inizialmente a opera del vento (dispersione anemocora) e una volta giunti a terra grazie all'azione di insetti come le formiche (mirmecoria).

## Distribuzione e habitat

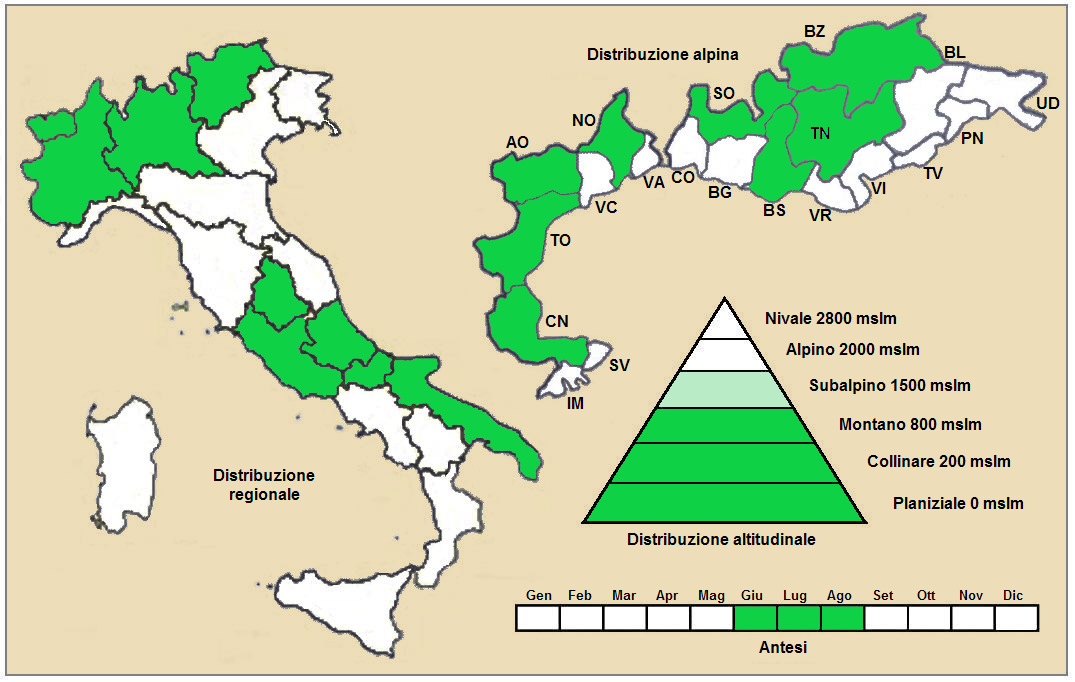
Distribuzione della pianta
(Distribuzione regionale – Distribuzione alpina)

- Geoelemento: il tipo corologico (area di origine) è Eurasiatico - Temperato.
- Distribuzione: in Italia è una pianta rara e si trova principalmente al Nord. Nelle Alpi ha una distribuzione discontinua. Fuori dall'Italia, sempre nelle Alpi, questa specie si trova in Francia (dipartimenti di Alpi dell'Alta Provenza, Alte Alpi, Alpi Marittime, Drôme, Isère e Savoia), in Svizzera (cantoni Vallese e, Grigioni), in Austria (Länder del Tirolo Settentrionale, Carinzia, Stiria e Bassa Austria). Sugli altri rilievi europei collegati alle Alpi si trova nel Massiccio del Giura, Pirenei, Monti Balcani e Carpazi.[12] Nel resto dell'Europa e dell'areale del Mediterraneo questa specie si trova dalla penisola iberica alla Russia, compresa la Transcaucasia e l'Anatolia.[13] In Asia la Stipa capillata si trova in Cina, Kazakistan, Kirghizistan, Mongolia, Pakistan, Russia, Tagikistan, Turkmenistan e Uzbekistan.[10]
- Habitat: gli habitat tipici per questa pianta sono i pendii aridi. Il substrato preferito è calcareo ma anche calcareo/siliceo con pH basico, bassi valori nutrizionali del terreno che deve essere arido.[12]
- Distribuzione altitudinale: sui rilievi queste piante si possono trovare fino a 1.200 m s.l.m. (fino a 2.300 m s.l.m. in Cina[10]); frequentano quindi i seguenti piani vegetazionali: collinare, montano e in parte quello subalpino (oltre a quello planiziale – a livello del mare).

### Fitosociologia

#### Areale alpino
Dal punto di vista fitosociologico alpino Stipa capillata appartiene alla seguente comunità vegetale:
- Formazione: delle comunità a emicriptofite e camefite delle praterie rase magre secche

- Classe: Festuco-Brometea

#### Areale italiano
Per l'areale completo italiano Stipa capillata appartiene alla seguente comunità vegetale:
- Macrotipologia: vegetazione delle praterie

- Classe: Festuco valesiacae-brometea erecti Br.-Bl. & Tüxen ex Br.-Bl., 1949

- Ordine: Festucetalia valesiacae Br.-Bl. & Tüxen ex Br.-Bl., 1949

- Alleanza: Festucion valesiacae Klika, 1931

Descrizione: l'alleanza Festucion valesiacae è relativa alle praterie steppiche continentali che crescono sui versanti esposti a sud nelle aree più calde ed aride dell’Europa centrale e delle Alpi. Le specie dominanti per questa alleanza sono quelle dei generi Festuca e Stipa. I suoli preferiti sono quelli calcarei. La distribuzione di questo gruppo è relativa alle regioni (sub-) continentali dell’Europa centrale e orientale. In Italia si rinviene nei settori più caldi delle Alpi.
Alcune specie presenti nell'associazione: Salvia nemorosa, Achillea millefolium, Artemisia campestris, Asperula cynanchica, Carex humilis, Centaurea stoebe, Dianthus carthusianorum, Eryngium campestre, Euphorbia cyparissias, Festuca rupicola, Festuca valesiaca, Iris pumila, Koeleria macrantha, Potentilla arenaria, Stipa pulcherrima e Thymus pannonicus.
Altre alleanze per questa specie sono:
- Stipo-Poion xerophilae
- Stipo capillatae-Poion carniolicae

## Tassonomia
La famiglia delle Poacee comprende circa 800 generi e oltre 9.000 specie. È una delle famiglie più numerose e più importanti del gruppo delle monocotiledoni. La famiglia è suddivisa in 12 sottofamiglie, il genere Stipa fa parte della sottofamiglia Pooideae, tribù Stipeae.

### Filogenesi
Il genere di questa specie (Stipa) fa parte della supertribù Stipodae L. Liu, 1980 (tribù Stipeae, Clade I Eurasiatico). La supertribù Stipodae è il quarto nodo della sottofamiglia Pooideae ad essersi evoluto (gli altri tre sono la tribù Brachyelytreae, e le supertribù Nardodae e Melicodae).
Il numero cromosomico di S. capillata è: 2n = 44.

### Sinonimi
Questa entità ha avuto nel tempo diverse nomenclature. L'elenco seguente indica alcuni tra i sinonimi più frequenti:
- Aristida avenacea Houtt.
- Stipa capillaris  Gromov ex Trautv.
- Stipa capillata f. orthopogon  (Asch. & Graebn.) Morariu
- Stipa capillata var. orthopogon  Asch. & Graebn.
- Stipa capillata var. rumelica  Velen.
- Stipa capillata var. thessala  (Hausskn.) Halácsy
- Stipa capillata f. ulopogon  (Asch. & Graebn.) Morariu
- Stipa capillata var. ulopogon  Asch. & Graebn.
- Stipa erecta  Trin.
- Stipa juncea  Lam.
- Stipa juncea var. cabanasii  F.M.Vazquez & Devesa
- Stipa lagascae  Guss.
- Stipa thessala  Hausskn.
- Stipa ucranica  Steud.
- Stipa ukranensis  Lam.